# Рогожин, Анатолий Иванович
Анато́лий Ива́нович Рого́жин (12 апреля 1893, ст. Червленная, Терская губерния — 6 апреля 1972) — офицер Русской императорской и Белой армий. В ходе Второй мировой войны командующий Русским охранным корпусом в Сербии.

## Биография
Родился в семье офицера, терского казака. Окончил Владикавказский кадетский корпус в 1911 году, Николаевское кавалерийское училище в 1913 году. Был выпущен хорунжим в 1-й Кизляро-Гребенской полк Терского казачьего войска. Возвратился в Россию в 1914 году. Во время Первой мировой войны сражался на Юго-западном фронте. Участвовал во всех операциях дивизии, за что был награждён орденами. В мае 1915 г. Рогожина прикомандировали, а затем перевели в 4-ю сотню Собственный Его Императорского Величества Конвой. Служил в Киеве, затем вернулся на Кавказ, где его части принимали участие в подавлении мятежа в ходе Февральской революции.
В июне 1918 на Кавказе Рогожин участвует в казачьем восстании против большевиков, примыкает к Белому движению. В начале 1919 был назначен командиром 2-й Кубанской сотни в Камено-угольном районе. В боях за Царицын Рогожина тяжело ранили. В августе 1919 назначается командиром 1-й сотни Терского Гвардейского дивизиона и принимает участие в боях с большевиками на Свято-Крестовском фронте. Весной 1920 — командир Терского Гвардейского дивизиона. Прибывает в Крым, где дивизион переформировывается в сотню. С Лемноса вызван с сотней в Конвой Главнокомандующего. После эмиграции из России Рогожин служит в пограничной службе Королевства Югославия.
Во время Второй мировой войны поступает на службу в Русский охранный корпус, становится командиром полка. В составе корпуса участвует в акциях против четников Драголюба Михайловича и партизан Броза Тито, позже сражается против частей Красной армии, румынских и болгарских соединений. Награждён Железным крестом второй степени за храбрость.
Зимой 1944—1945 после создания Русской освободительной армии командующий Русским охранным корпусом Б. А. Штейфон встретился с А. А. Власовым, и они договорились о включении корпуса в состав РОА. В это время корпус отступал в Словению. После смерти Штейфона от сердечного приступа А. Рогожин становится командующим Русского корпуса.

## Капитуляция

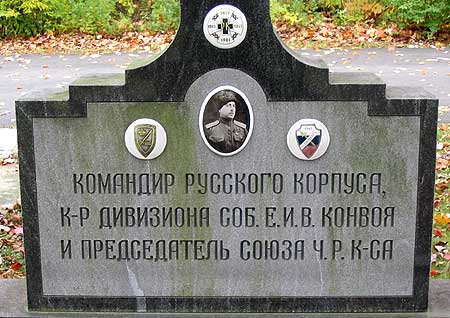
Могила Анатолия Рогожина на кладбище в Ново-Дивеево

Опасаясь югославских партизан, а также выдачи СССР, договаривается о капитуляции с британскими военными властями. Рогожин и его люди подлежали выдаче «Смершу», но были спасены британским генералом Джеймсом Стилом. Рогожин становится комендантом лагеря. Создаёт ветеранскую организацию Русского охранного корпуса «Союз чинов Русского корпуса». Помогает организовать эмиграцию комбатантов Русского охранного корпуса в США, Канаду, Бразилию, Аргентину и ряд стран Европы. Был одним из последних покинувших лагерь в 1951 году. Организовывает выпуск журнала ветеранов Русского охранного корпуса «Наши Вести».
Рогожин эмигрирует в Соединённые Штаты, где он работал в ООН и где он продолжает активную деятельность в белых эмигрантских организациях. Скончался 6 апреля 1972, похоронен в Новодивеевском монастыре.